# Aussevielle
Aussevielle é uma comuna francesa na região administrativa da Nova Aquitânia, no departamento dos Pirenéus Atlânticos. Estende-se por uma área de 3,25 km². Em 2010 a comuna tinha 802 habitantes (densidade: 246,8 hab./km²).